# Acide ellagique
L’acide ellagique est un polyphénol antioxydant présent dans de nombreux fruits et légumes tels que châtaignes, framboises, fraises, canneberges, noix, noix de pécan, grenades, etc. Il a de nombreuses vertus pharmacologiques.
L'acide ellagique est la dilactone de l'acide hexahydroxydiphénique.

## Origine botanique
Les plantes produisent de l'acide ellagique et du glucose qui se combinent pour former des ellagitanins, composés solubles dans l'eau plus faciles à absorber dans l'alimentation pour les animaux et les humains.
L'acide ellagique est l'un des principaux constituants de nombreuses plantes à tanin produisant des tanins connus sous le nom d'ellagitanins.
Ces plantes comprennent Terminalia chebula et Terminalia belerica, deux espèces apparentées, qui sont des ingrédients principaux d'un tonique connu sous le nom de Triphala dans la médecine ayurvédique. Il contient également Emblica officinalis. Le Triphala contient les acides ellagique, chébulagique et chébulinique,

## Histoire
L'acide ellagique a été découvert par Henri Braconnot en 1831 qui le nomma ainsi en retournant le mot galle pour le distinguer de l'acide gallique.